# Battu Winangun
Battu Winangun is een bestuurslaag in het regentschap Ogan Komering Ulu van de provincie Zuid-Sumatra, Indonesië. Battu Winangun telt 4146 inwoners (volkstelling 2010).